# SOR NC 18
SOR NC 18 je model linkového kloubového nízkopodlažního autobusu, který byl vyráběn českou společností SOR Libchavy. Prototyp vznikl v roce 2008, kusová výroba probíhala v letech 2009–2015. Vůz NC 18 je odvozen od městské varianty NB 18.

## Konstrukce
Autobus SOR NC 18 je odvozen od městského nízkopodlažního typu NB 18. Jedná se o třínápravový dvoučlánkový autobus s ocelovou samonosnou karoserií, který je určen pro linkový regionální (meziměstský) provoz. Karoserie vozu je svařena z ocelových profilů, zvenku je oplechovaná, zevnitř obložená plastovými deskami. Přední a zadní článek jsou spojeny kloubem a krycím měchem. Vůz disponuje třemi dvoukřídlými dveřmi (dvoje v předním článku, jedny v zadním článku). Interiér je v celé délce nízkopodlažní, podlaha se nachází ve výšce 360 mm nad vozovkou, nástupní prostory jsou ve výšce 325 mm, avšak většina sedaček je umístěna na vyvýšených částech podlahy. Přední náprava s nezávislým zavěšením je vlastní výroby, střední a zadní portálová náprava je značky Voith, u pozdějších vozů ZF. Hnací náprava je zadní, motor a převodovka se nachází v levém zadním rohu vozu. Vozy jsou vybaveny stojatým motorem Iveco Cursor (pozdější vozy FPT Industrial Cursor) a šestistupňovou automatickou převodovkou ZF. 

## Výroba a provoz
Po ukončení malosériové výroby modelu Karosa C 943 v roce 2001 nenabízeli čeští autobusoví výrobci vozidlo kategorie kloubového linkového autobusu. Roku 2008 vyrobila společnost SOR Libchavy dva prototypy nízkopodlažních kloubových vozů: pětidveřová městská verze byla označena jako SOR NB 18, odvozená třídveřová linková verze získala název SOR NC 18. První autobus NC 18 koupila společnost Veolia Transport Východní Čechy, které byl dodán v prosinci 2008. Od ledna 2009 potom začal obsluhovat dvě nejfrekventovanější linky této společnosti, Horní Jelení – Holice – Pardubice a Pardubice–Chrudim. Pro další obnovu vozového parku na těchto relacích zakoupila Veolia Transport Východní Čechy v roce 2009 i druhý vůz NC 18.
V letech 2010, 2013 a 2015 vyrobil SOR Libchavy vždy po jednom kusu modelu NC 18, které využíval jako předváděcí vozy. Dva z těchto autobusů poté pořídila společnost Veolia Transport Praha (později Arriva Praha), vůz z roku 2013 koupil německý dopravce Regionalverkehr Bitterfeld-Wolfen ze Saska-Anhaltska. Celkem tak bylo vyrobeno pět vozů NC 18. V nabídce SORu Libchavy byl tento typ nahrazen třídveřovou variantou modelu NB 18.

### Dodávky autobusů
| Současný stát | Dopravce                              | Roky dodávek | Počet vozů | Evidenční čísla při dodání | Poznámky                  | Zdroj |
| ------------- | ------------------------------------- | ------------ | ---------- | -------------------------- | ------------------------- | ----- |
| Česko         | Veolia Transport Praha / Arriva Praha | 2011, 2016   | 2          | 1230, 9530                 |                           | [ 7 ] |
| Česko         | Veolia Transport Východní Čechy       | 2008–2009    | 2          | —                          | vůz z roku 2008: prototyp | [ 7 ] |
| Německo       | Regionalverkehr Bitterfeld-Wolfen     | 2014         | 1          | —                          |                           | [ 7 ] |

## Galerie

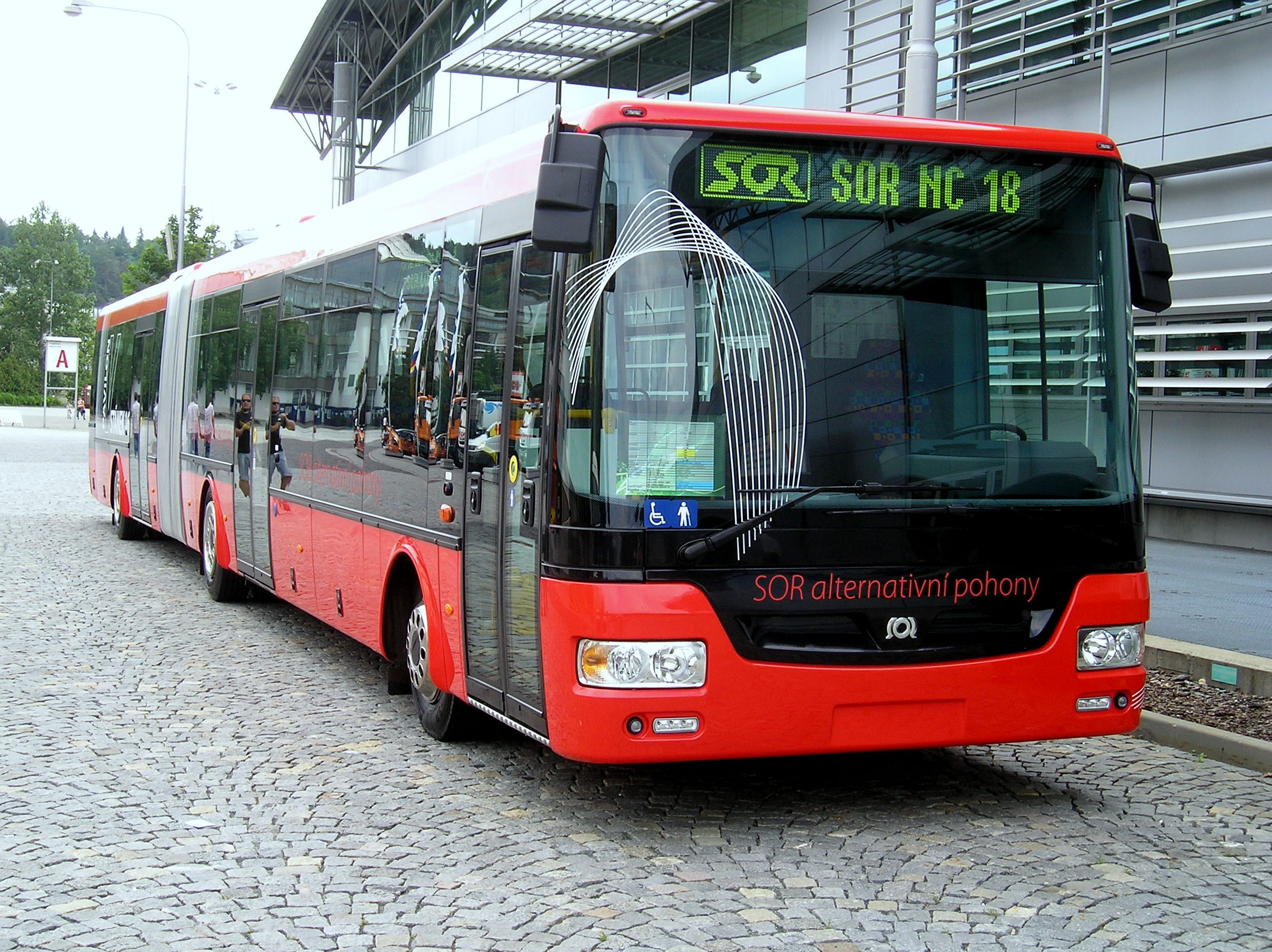
SOR NC 18 na veletrhu Autotec 2010 v Brně
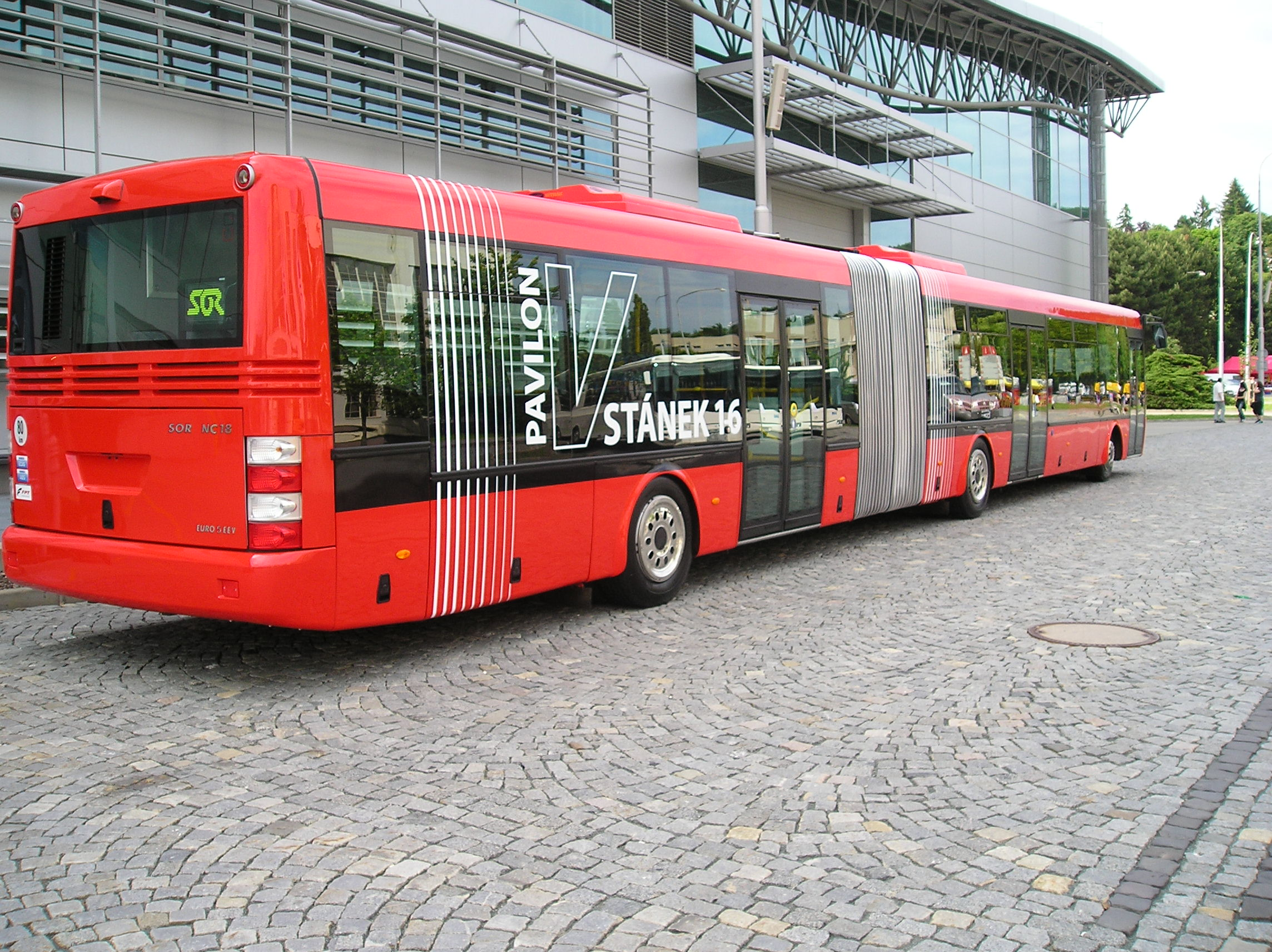
SOR NC 18 na veletrhu Autotec 2010 v Brně
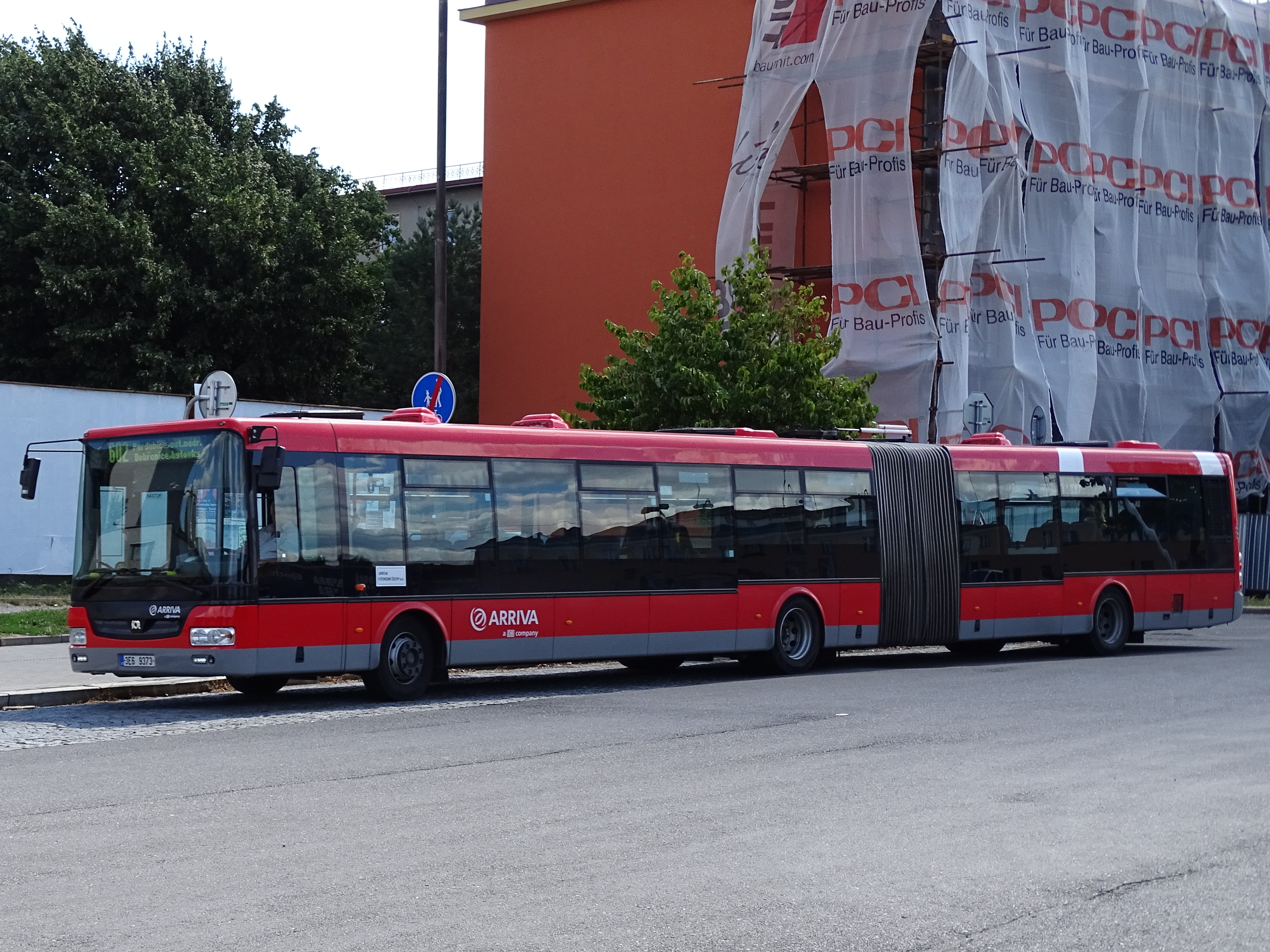
SOR NC 18 v Pardubicích